# واتسون ویل (کالیفرنیا)
واتسون ویل (به انگلیسی: Watsonville) شهری در شهرستان سانتا کروز، کالیفرنیا ایالت کالیفرنیا است که در سرشماری سال ۲۰۱۰ میلادی، ۵۱۱۹۹ نفر جمعیت داشته است.

## نگارخانه

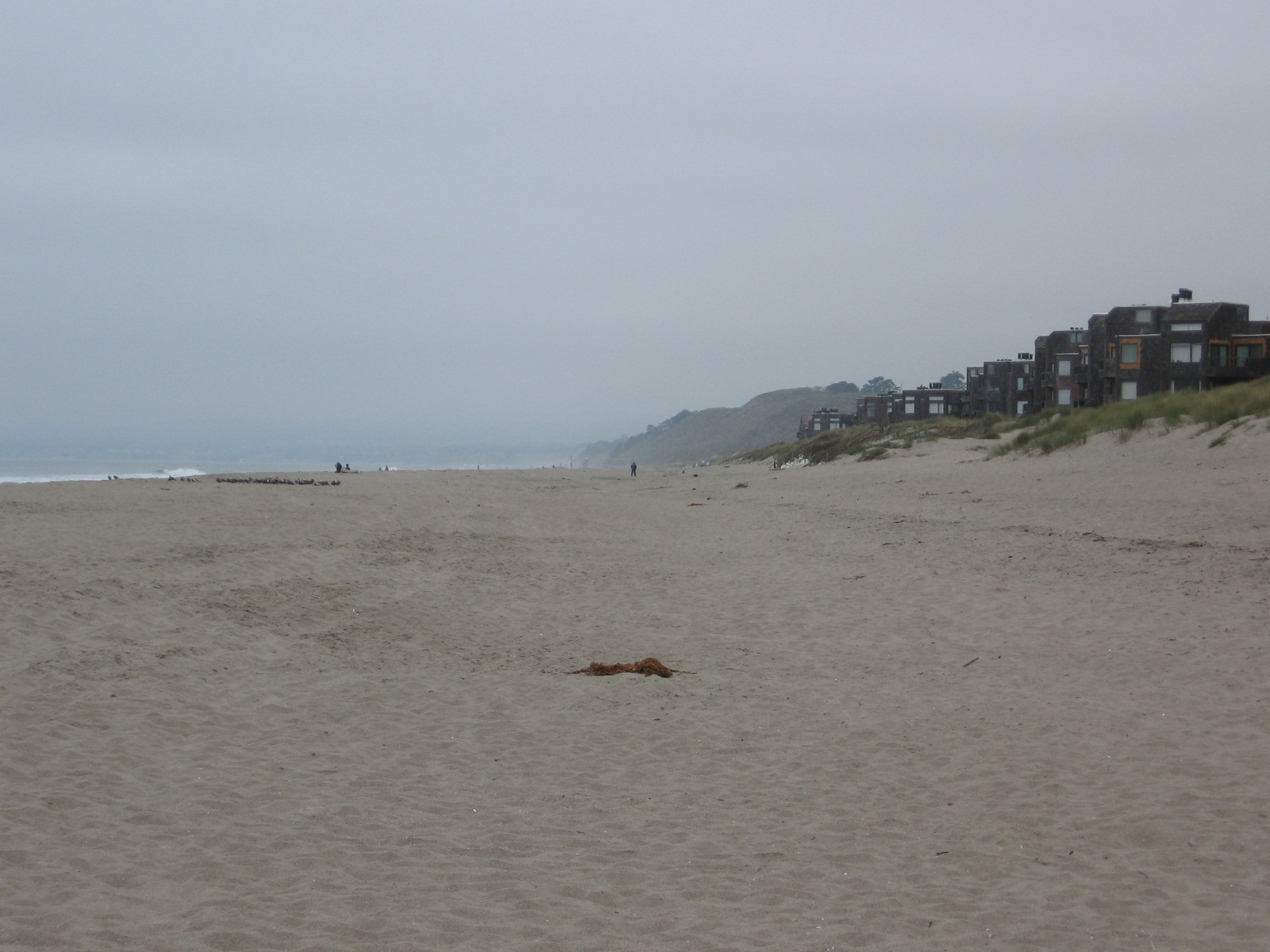
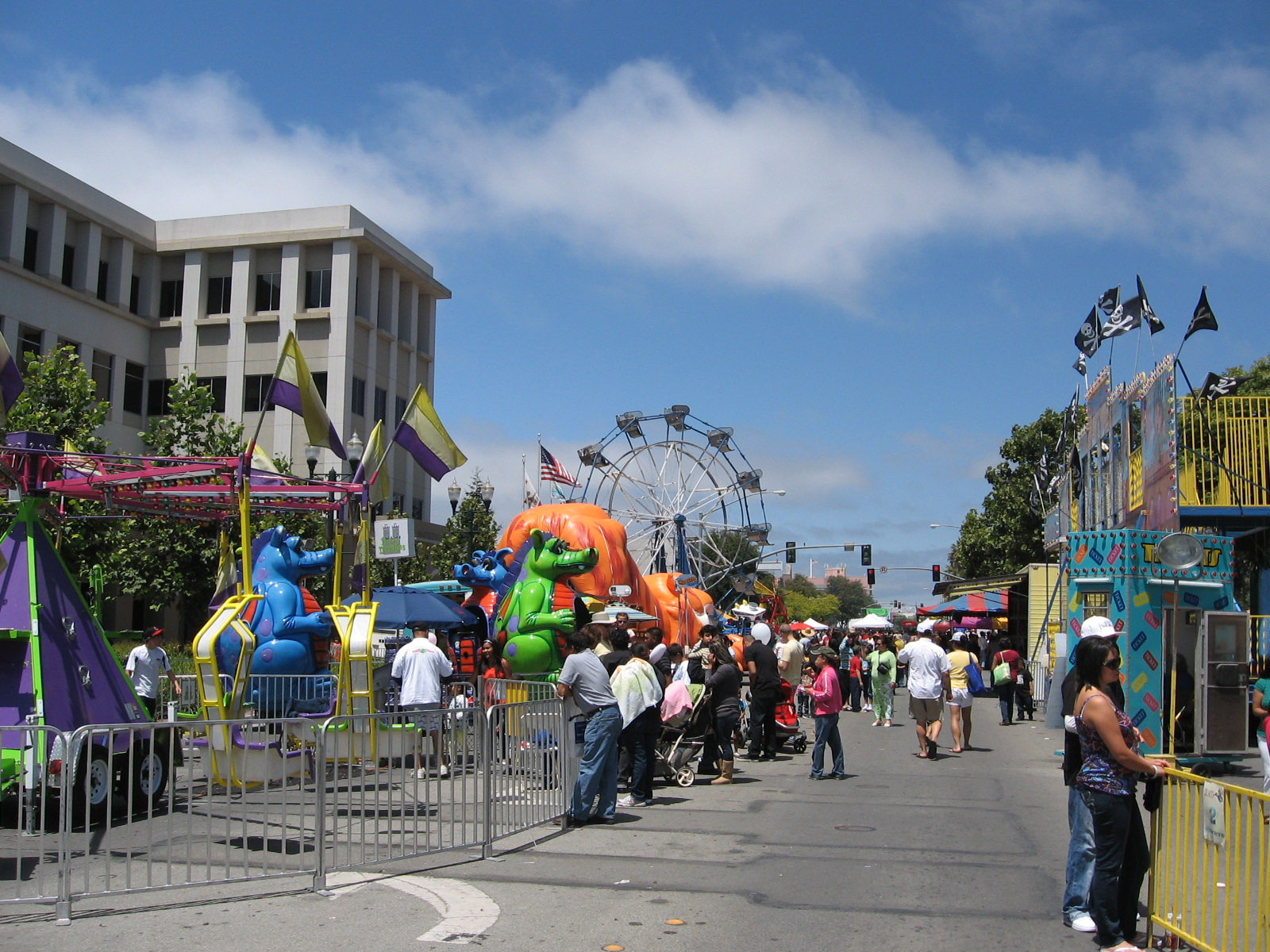
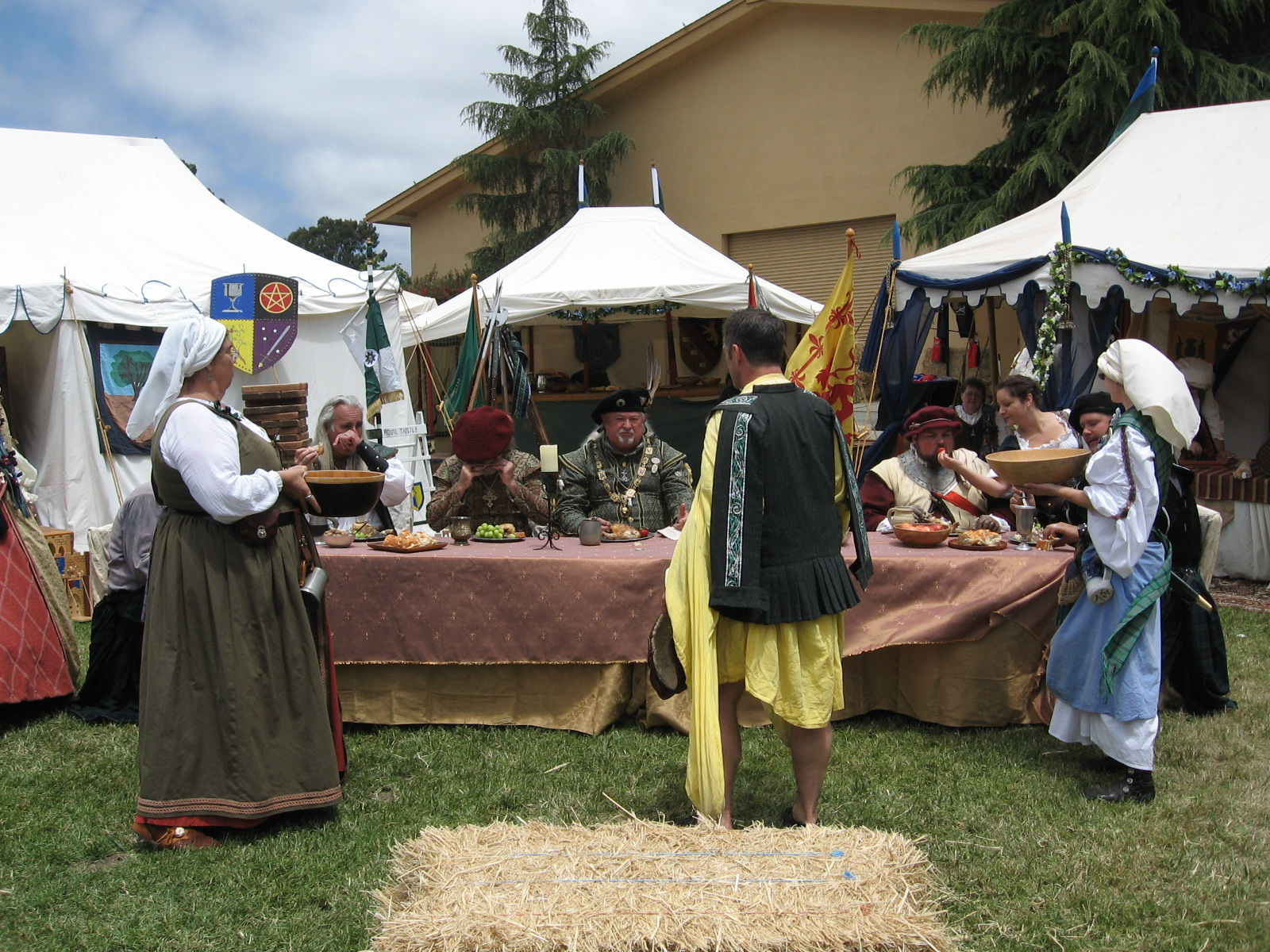
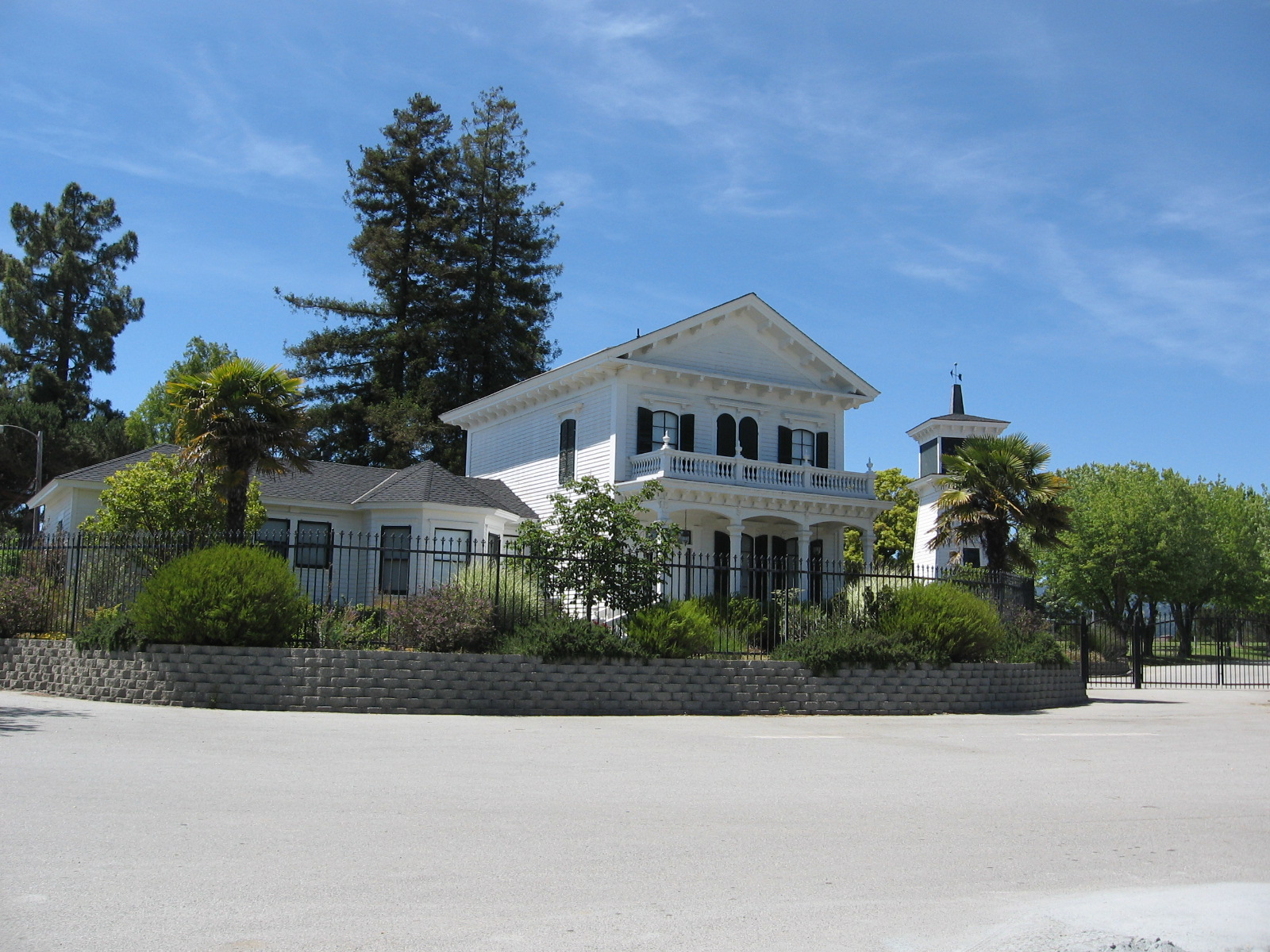
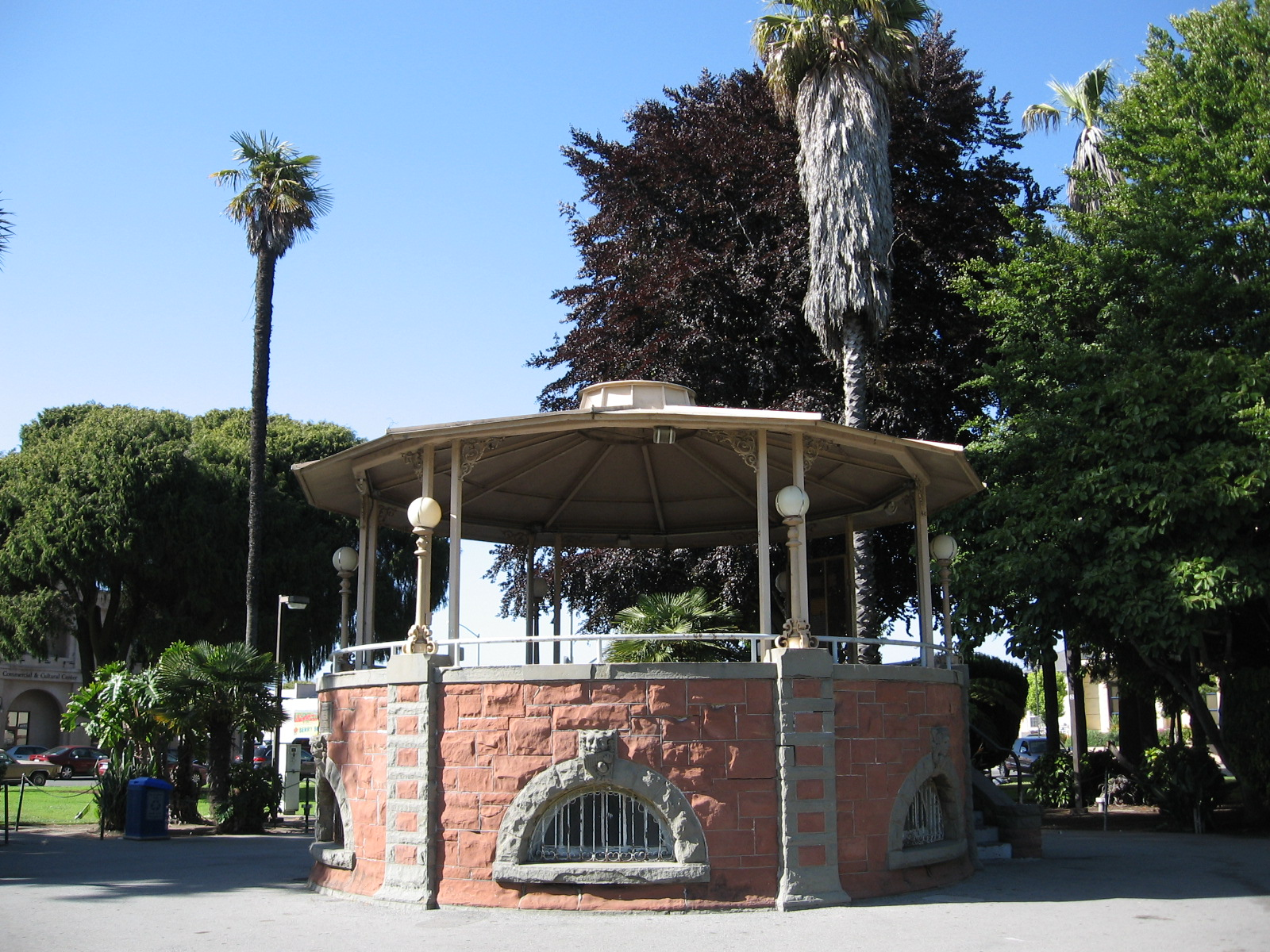